# Episodi di Bonanza (tredicesima stagione)
La tredicesima stagione della serie televisiva Bonanza è andata in onda negli Stati Uniti dal 19 settembre 1971 al 2 aprile 1972 sulla NBC.
| nº | Titolo originale                      | Prima TV USA      | Titolo italiano | Prima TV Italia |
| -- | ------------------------------------- | ----------------- | --------------- | --------------- |
| 1  | The Grand Swing                       | 19 settembre 1971 |                 |                 |
| 2  | Fallen Woman                          | 26 settembre 1971 |                 |                 |
| 3  | Bushwhacked!                          | 3 ottobre 1971    |                 |                 |
| 4  | Rock-a-Bye Hoss                       | 10 ottobre 1971   |                 |                 |
| 5  | The Prisoners                         | 17 ottobre 1971   |                 |                 |
| 6  | Cassie                                | 24 ottobre 1971   |                 |                 |
| 7  | Don't Cry, My Son                     | 31 ottobre 1971   |                 |                 |
| 8  | Face of Fear                          | 14 novembre 1971  |                 |                 |
| 9  | Blind Hunch                           | 21 novembre 1971  |                 |                 |
| 10 | The Iron Butterfly                    | 28 novembre 1971  |                 |                 |
| 11 | The Rattlesnake Brigade               | 5 dicembre 1971   |                 |                 |
| 12 | Easy Come, Easy Go                    | 12 dicembre 1971  |                 |                 |
| 13 | A Home for Jamie                      | 19 dicembre 1971  |                 |                 |
| 14 | Warbonnet                             | 26 dicembre 1971  |                 |                 |
| 15 | The Lonely Man                        | 2 gennaio 1972    |                 |                 |
| 16 | Second Sight                          | 9 gennaio 1972    |                 |                 |
| 17 | The Saddle Stiff                      | 16 gennaio 1972   |                 |                 |
| 18 | Frenzy                                | 30 gennaio 1972   |                 |                 |
| 19 | The Customs of the Country            | 6 febbraio 1972   |                 |                 |
| 20 | Shanklin                              | 13 febbraio 1972  |                 |                 |
| 21 | Search in Limbo                       | 20 febbraio 1972  |                 |                 |
| 22 | He Was Only Seven                     | 5 marzo 1972      |                 |                 |
| 23 | The Younger Brothers' Younger Brother | 12 marzo 1972     |                 |                 |
| 24 | A Place to Hide                       | 19 marzo 1972     |                 |                 |
| 25 | A Visit to Upright                    | 26 marzo 1972     |                 |                 |
| 26 | One Ace Too Many                      | 2 aprile 1972     |                 |                 |

## The Grand Swing
- Prima televisiva: 19 settembre 1971
- Diretto da: William F. Claxton
- Scritto da: John Hawkins, Ward Hawkins

### Trama
- Guest star: Charles Bail (Kale), Med Flory (Clint Rush), Charlotte Stewart (Betsy Rush), Bill Shannon (Charlie Trapp), Lane Bradford (Jake Rasko), Ted Gehring (Harlow Trapp), Ralph Moody (Tall Pony), Raymond Guth (Bill Cooper), Duane Grey (sceriffo Snell), Rinko Mayumi (White Squirrel)

## Fallen Woman
- Prima televisiva: 26 settembre 1971
- Diretto da: Lewis Allen
- Scritto da: Ward Hawkins

### Trama
- Guest star: Arthur O'Connell (dottor Samuel Hubert), Fletcher Allen (Becker), Ford Rainey (giudice Simmons), Lillian Field (Katie Tomlin), Stuart Nisbet (Colter), Susan Tyrrell (Jill Conway), Johnny Lee (Peter Conway)

## Bushwhacked!
- Prima televisiva: 3 ottobre 1971
- Diretto da: William Wiard
- Scritto da: Preston Wood

### Trama
- Guest star: Sandy Rosenthal (Steen), Tony Colti (Orv), Keith Carradine (Ern), Bill Stevens (Fenton), Peggy McCay (Pat Griswold), David Huddleston (dottor Scully), Richard O'Brien (Tom Griswold), Walter Barnes (sceriffo Truslow), Evans Thornton (Flanders), Victoria Thompson (Julia)

## Rock-a-Bye Hoss
- Prima televisiva: 10 ottobre 1971
- Diretto da: Herschel Daugherty
- Scritto da: Preston Wood, Robert Vincent Wright

### Trama
- Guest star: Ralph James (giocatore), Jack Manning (Henry Clagger), Ivor Francis (Charlie), George Furth (Jim Pinder), Al Checco (Rufus), Remo Pisani (Joel Sawyer), Cindy Eilbacher (Cathie), Patricia Harty (Cissy Porter), Jan Burrell (Clara), Helen Funai (Lim Toy), Edward Andrews (Bert), E. A. Sirianni (Lon Meecham), Gillian Spencer (Edith), Darrell Sandeen (Mark), Joyce Perry (Roseanne), Ellen Moss (Elaine Summers), Don Chuy (Matt Tait)

## The Prisoners
- Prima televisiva: 17 ottobre 1971
- Diretto da: William F. Claxton
- Scritto da: Arthur Heinemann

### Trama
- Guest star: Michael Witney (Hank Simmons), Robert F. Hoy (Yancy), Morgan Woodward (sceriffo Clyde Morehouse), Priscilla Garcia (Maria), Manuel Padilla Jr. (Pedro)

## Cassie
- Prima televisiva: 24 ottobre 1971
- Diretto da: Herschel Daugherty
- Scritto da: True Boardman

### Trama
- Guest star: Lisa Gerritsen (Cassie O'Casey), Diane Baker (Norma O'Casey), Harry Holcombe (dottor Martin), Elliott Lindsey (Larson), Walker Edmiston (banditore), Jan Arvan (Jensen), Jack Cassidy (Kevin O'Casey), C. Lindsay Workman (Kendall)

## Don't Cry, My Son
- Prima televisiva: 31 ottobre 1971
- Diretto da: Michael Landon
- Scritto da: Michael Landon

### Trama
- Guest star: Dan Ferrone (Eli Johnson), Richard Mulligan (dottor Mark Sloan), Ann Whitsett (Annie Johnson), Diane Shalet (Ruth Sloan)

## Face of Fear
- Prima televisiva: 14 novembre 1971
- Diretto da: Christopher Christenberry
- Scritto da: Ken Pettus

### Trama
- Guest star: Athena Lorde (Miss Griggs), Bradford Dillman (Griff Bannon), Tom Gillerman (Trumbull), Susan Joyce (Wilma), Jewel Blanch (Neta Thatcher), Chick Chandler (Carroway), Donald Moffat (Thatcher)

## Blind Hunch
- Prima televisiva: 21 novembre 1971
- Diretto da: Lewis Allen
- Scritto da: John Hawkins, Robert Pirosh

### Trama
- Guest star: Robert Ridgely (barista), James Chandler (McKey), Loretta Leversee (Laurie Hewitt), Rip Torn (Will Hewitt), Don Knight (Clayton), Charles Maxwell (Keeley), Larry Ward (vice)

## The Iron Butterfly
- Prima televisiva: 28 novembre 1971
- Diretto da: Leo Penn
- Scritto da: Harold Swanton

### Trama
- Guest star: Stefan Gierasch (Grady), Mariette Hartley (Lola Fairmont), Red Currie (conducente), John McCann (Bennett), Jack Collins (sindaco), Peter Whitney (senatore Carson), Allen Garfield (Charlie), Mills Watson (Fontaine)

## The Rattlesnake Brigade
- Prima televisiva: 5 dicembre 1971
- Diretto da: William Wiard
- Scritto da: Gordon Dawson

### Trama
- Guest star: Scott Walker (Guthrie Amber), Richard Yniguez (Ricardo), Chris Beaumont (Lester), Severn Darden (Price), David Sheiner (Fancher), Don Keefer (Tobias Temple), Bobby Hall (Goatman), John Quade (Tallman), Nichelle Nichols (Judith), Joaquin Martinez (Chavez), Biff Manard (Suggins), Neville Brand (Doyle), Larry Finley (Centro), Eleanor Berry (Emily Fancher)

## Easy Come, Easy Go
- Prima televisiva: 12 dicembre 1971
- Diretto da: Joseph Pevney
- Scritto da: Jack B. Sowards

### Trama
- Guest star: Lyman Ward (Pete), Robert Lussier (Garvey), Channing Pollock (Carter), Dan Scott (Dave), Ann Prentiss (Meena Calhoun), Dub Taylor (Luke Calhoun)

## A Home for Jamie
- Prima televisiva: 19 dicembre 1971
- Diretto da: Leo Penn
- Scritto da: Jean Holloway

### Trama
- Guest star: Robert Karnes (Jess McLean), Will Geer (Ferris Callahan), Phyllis Love (Miss Griggs), Robert Carradine (Phinney McLean), Ford Rainey (giudice Taylor)

## Warbonnet
- Prima televisiva: 26 dicembre 1971
- Diretto da: Arthur H. Nadel
- Scritto da: Arthur Heinemann

### Trama
- Guest star: Forrest Tucker (Frank Ryan), John Wheeler (Hill), Chief Dan George (Red Cloud), Patrick Adiarte (Swift Eagle), Linda Gaye Scott (ragazza nel saloon), M. Emmet Walsh (Mattheson), Russ Marin (sceriffo), Linda Cristal (Teresa), Lee De Broux (Elias)

## The Lonely Man
- Prima televisiva: 2 gennaio 1972
- Diretto da: William F. Claxton
- Scritto da: John Hawkins

### Trama
- Guest star: Peter Hobbs (giudice Henry Hill), Henry Wills (Sand), Kelly Jean Peters ("Missy" Miss Hamilton)

## Second Sight
- Prima televisiva: 9 gennaio 1972
- Diretto da: Lewis Allen
- Scritto da: Arthur Weingarten, Suzanne Clauser

### Trama
- Guest star: Bob Gravage (Station Master), Joan Hackett (Judith Coleman), James Booth (Rev. Jess Avery), Don Adkins (stalliere), Larry Ward (vice Harve), Biff Manard (Smokey)

## The Saddle Stiff
- Prima televisiva: 16 gennaio 1972
- Diretto da: William F. Claxton
- Scritto da: Samuel A. Peeples, John Hawkins

### Trama
- Guest star: Don Collier (Paul Walker), Charles H. Gray (Cass Beckenridge), Jay W. MacIntosh (Sally), Richard Farnsworth (Tate), Hal Riddle (Tiller), Buddy Ebsen (Cactus Murphy), Henry Wills (Yokum)

## Frenzy
- Prima televisiva: 30 gennaio 1972
- Diretto da: Lewis Allen
- Soggetto di: Karl Tunberg

### Trama
- Guest star: David S. Cass, Sr. (vice sceriffo), Michael Pataki (Nicholas Kosovo), Jason Karpf (Sandor), Emile Meyer (Cherokee), Troy Melton (Slim), Kathleen Widdoes (Anna Kosovo)

## The Customs of the Country
- Prima televisiva: 6 febbraio 1972
- Diretto da: Joseph Pevney
- Scritto da: Joseph Bonaduce

### Trama
- Guest star: George Cervera (Rafael), Malila Saint Duval (Raquel), Annette Cardona (Carmen), Alan Oppenheimer (Ernesto), David Renard (Padre), Mike De Anda (maniscalco), Pilar Seurat (Ines), Maria Grimm (Leonora), Alfonso Arau (Simon), Tony De Costa (Jose), Jorge Cervera, Jr (Rafael)

## Shanklin
- Prima televisiva: 13 febbraio 1972
- Diretto da: Leo Penn
- Scritto da: William Kelley

### Trama
- Guest star: Dennis Hall (Beecher), Don McGovern (Till), Shannon Christie (Mary Elisabeth), Michael Clark (Brackney), Karl Lukas (Irons), Rance Howard (Bogardus), Byron Morrow (Whitlock), Woodrow Parfrey (dottor Ingram), E. J. Andre (Yost), Clarke Gordon (Beasley), Eddie Little Sky (Gaviotta), Dehl Berti (Ritter), Charles Cioffi (Shanklin), Sam Jarvis (McLaughlin), Scott Walker (Grange), Alexander Beckett (Asquith)

## Search in Limbo
- Prima televisiva: 20 febbraio 1972
- Diretto da: Leo Penn
- Scritto da: Don Ingalls

### Trama
- Guest star: Pamela Payton-Wright (Amy), Chubby Johnson (vecchio), Lee McLaughlin (commesso), Charles P. Thompson (vecchio), Lawrence Montaigne (Sid Langley), Albert Salmi (sceriffo), Gerald Hiken (dottor Jacob Penner), Lucille Benson (Mrs. Melody), Kenneth Tobey (Notary)

## He Was Only Seven
- Prima televisiva: 5 marzo 1972
- Diretto da: Michael Landon
- Scritto da: Michael Landon

### Trama
- Guest star: Edward Crawford (Jonah Morgan), Jeff Morris (Hal), Napoleon Whiting (Bert), Harry Holcombe (dottor Martin), Joseph V. Perry (sceriffo Tyson), Robert Doyle (Clem), Claudia Bryar (Martha), Roscoe Lee Browne (Joshua), Sean Kelly (Billy), Richard Farnsworth (Troy), William Watson (Zack), Beverly Carter (Alice)

## The Younger Brothers' Younger Brother
- Prima televisiva: 12 marzo 1972
- Diretto da: Michael Landon
- Scritto da: Michael Landon

### Trama
- Guest star: William Challee (Pa Younger), Chuck McCann (Lonnie Younger), Doc Severinsen (esercente dell'hotel), Strother Martin (Cole Younger), Henry Jones (sceriffo), James Jeter (guardia della diligenza), Ted Gehring (Bart Younger), Ken Lynch (Warden), John Steadman (Sam)

## A Place to Hide
- Prima televisiva: 19 marzo 1972
- Diretto da: Herschel Daugherty
- Scritto da: William D. Gordon, Ward Hawkins

### Trama
- Guest star: Robert Ridgely (Liscomb), Stephen Coit (Plummer), Dick Ryal (Boardman), Wayne Sutherlin (Thibideaux), Reid Smith (Wells), Jon Cypher (colonnello Cody Ransom), Suzanne Pleshette (Rose Becket/Katie Summers/Mrs. Ransom), Ted Knight (sergente Brown), Hurd Hatfield (maggiore Donahue), Jay D. Jones (Twohy), Biff Manard (Hartsfield), Jodie Foster (Bluebird), John Perak (McCleod)

## A Visit to Upright
- Prima televisiva: 26 marzo 1972
- Diretto da: William Wiard
- Scritto da: Joseph Bonaduce

### Trama
- Guest star: Richard Stahl (Snedaker), Harry Hickox (Mr. Turner), Loretta Swit (Ellen Sue Greely), James Rawley (operatore del telegrafo), Dan Tobin (Blakely), Fran Ryan (Widow Lucas), Anne Seymour (Miss Frost), Alan Oppenheimer (Darius Dalrymple), Ernest Sarracino (Frenchy), Stuart Nisbet (sceriffo), Beverly Reed (ragazza in sala da ballo)

## One Ace Too Many
- Prima televisiva: 2 aprile 1972
- Diretto da: Lewis Allen
- Scritto da: Stanley Roberts

### Trama
- Guest star: David S. Cass, Sr. (vice Coghlan), Harlan Warde (notaio George Osgood), Bill Zuckert (Matt Fowler), Harry Holcombe (dottor Martin), William Mims (Williams), Gene Dynarski (Wheeler), Richard X. Slattery (Henderson), Jack Collins (sindaco Harlow), William Bramley (Dan Fowler), Kate Jackson (Ellen), Greg Mullavy (Jordan), Eddie Ryder (commesso)